# (2557) Putnam
(2557) Putnam (1981 SL1; 1956 VF; 1963 TE; 1970 PN; 1970 QN1; 1976 GX4) ist ein ungefähr sieben Kilometer großer Asteroid des inneren Hauptgürtels, der am 26. September 1981 von den US-amerikanischen Astronomen Brian A. Skiff und Norman G. Thomas am Lowell-Observatorium, Anderson Mesa Station (Anderson Mesa) in der Nähe von Flagstaff, Arizona (IAU-Code 688) entdeckt wurde.

## Benennung
(2557) Putnam wurde nach der Familie Putnam benannt, die das Lowell-Observatorium unterstützten; insbesondere Roger Lowell Putnam (1893–1972) und sein Sohn Michael Putnam, die Treuhänder des Lowell-Observatoriums waren.